# Beaman
Beaman – miasto w Stanach Zjednoczonych, w stanie Iowa, w hrabstwie Grundy.

## Demografia
Zgodnie ze spisem statystycznym z 2000, miasto liczyło 210 mieszkańców. W 2023 liczba mieszkańców spadła do 159 osób, a gęstość zaludnienia do 318 osób/km².